# أكي ريدبرغ
أكي ريدبرغ (بالسويدية: Åke Rydberg)‏ هو لاعب هوكي الجليد ولاعب كرة قدم سويدي، ولد في 3 سبتمبر 1938 في كالمار في السويد. لعب مع نادي يورغوردينس.